# Ukraine NOW
Ukraine NOW ist der offizielle Markenauftritt der Ukraine, die von der Kreativfirma Banda Agency entwickelt und am 10. Mai 2018 von der ukrainischen Regierung genehmigt wurde. Das Hauptziel ist es, auf internationaler Ebene ein positives Bild der Ukraine zu vermitteln, um unter anderem ausländische Investoren auf die Ukraine aufmerksam zu machen und den Tourismus zu stärken.

## Geschichte
Im Jahr 2017 initiierte das Ministerium für Informationspolitik der Ukraine die Schaffung des Konzepts der Popularisierung der Ukraine in der Welt, das aus der Schaffung einer einzigen Marke zur Förderung der Ukraine bestand. Zu diesem Zweck wurde ein Sachverständigenausschuss eingerichtet, dem sowohl Beamte als auch bekannte Persönlichkeiten des öffentlichen Lebens und Sachverständige angehörten.
Die Kommission des Ministeriums für Informationspolitik hat eine Version der Marke Ukraine Now ausgewählt, die von der Banda Agency erstellt wurde, die zuvor schon das Logo der Ukraine für Eurovision-2017 erstellt hatte. Die Marke wurde auf einer Sitzung des Ministerkabinetts der Ukraine am 10. Mai 2018 genehmigt.
Im Jahr 2018 erhielt Ukraine NOW den Red Dot Design Award.